# Weronika Kapszaj
Weronika Kapszaj (ukr. Вероніка Капшай; ur. 2 grudnia 1986 we Lwowie) – ukraińska tenisistka o statusie profesjonalnym.
W przeciągu swojej kariery wygrała trzy singlowe i dwadzieścia trzy deblowe turnieje rangi ITF. Najwyżej w rankingu WTA była sklasyfikowana na 227. miejscu w singlu (14 maja 2012) oraz na 114. miejscu w deblu (20 kwietnia 2009).

## Wygrane turnieje rangi ITF
| turnieje z pulą nagród 100 000 $ |
| turnieje z pulą nagród 75 000 $  |
| turnieje z pulą nagród 50 000 $  |
| turnieje z pulą nagród 25 000 $  |
| turnieje z pulą nagród 15,000 $  |
| turnieje z pulą nagród 10 000 $  |

### Gra pojedyncza
| Data       | Turniej  | Naw.    | Przeciwniczka       | Wynik         |
| 22/05/2006 | Kijów    | Ceglana | Wiesna Manasijewa   | 6:2, 0:6, 7:5 |
| 26/06/2006 | Charków  | Ceglana | Anna Łapuszczenkowa | 4:6, 6:2, 6:1 |
| 21/05/2007 | Czerkasy | Ceglana | Katerina Awdijenko  | 7:5, 6:1      |

### Gra podwójna
| Data       | Turniej        | Naw.            | Partnerka             | Przeciwniczki                         | Wynik            |
| 12/07/2004 | Lwów           | Ceglana         | Wałerija Bondarenko   | Anna Sydorska Oksana Użyłowska        | 6:3, 4:6, 7:6(2) |
| 22/05/2006 | Kijów          | Ceglana         | Jana Lewczenko        | Wałerija Bondarenko Oksana Użyłowska  | 6:3, 7:5         |
| 11/09/2006 | Gliwice        | Ceglana         | Arina Rodionowa       | Carmen Klaschka Justine Ozga          | 6:4, 7:5         |
| 16/04/2007 | Bari           | Ceglana         | Marija Korytcewa      | Sophie Ferguson Katarína Kachlíková   | 7:5, 6:2         |
| 19/11/2007 | Zawada         | Dywanowa (hala) | Olga Brózda           | Lucie Kriegsmannová Darina Šeděnková  | 7:5, 6:3         |
| 05/05/2008 | Dżunija        | Ceglana         | Nina Bratczikowa      | Kristína Kučová Stefanie Vögele       | 7:5, 3:6, 10:6   |
| 28/09/2009 | Tbilisi        | Ceglana         | Réka Luca Jani        | Tatia Mikadze Manana Szapakidze       | 7:5, 0:6, 10:8   |
| 20/09/2010 | Telawi         | Twarda          | Agnes Szatmari        | Oksana Kalasznikowa Melanie Klaffner  | 6:1, 2:6, 10:8   |
| 13/06/2011 | Astana         | Twarda          | Jekatierina Jaszyna   | Tamara Čurović Sabina Sharipova       | 2:6, 6:3, 15:13  |
| 17/09/2012 | Joszkar-Oła    | Twarda (hala)   | Margarita Gasparian   | Iryna Buriaczok Walerija Sołowjowa    | 6:4, 2:6, 11:9   |
| 01/07/2013 | Middelburg     | Ceglana         | Ksienija Pałkina      | Fatima an-Nabhani Swiatłana Pirażenka | 6:3, 6:3         |
| 20/01/2014 | Szarm el-Szejk | Twarda          | Walentina Iwachnienko | Melis Sezer İpek Soylu                | 3:6, 6:4, 10:5   |
| 27/01/2014 | Szarm el-Szejk | Twarda          | Walentina Iwachnienko | Polina Lejkina Despina Papamichail    | 7:6(5), 6:2      |
| 26/05/2014 | Buchara        | Twarda          | Sabina Sharipova      | Nigina Abduraimova Akgul Amanmuradova | 6:4, 6:4         |